# Katya Douglas
Katya Douglas (Gdynia, 14 febbraio 1938) è un'attrice polacca.

## Biografia
Iniziò la sua carriera cinematografica negli anni sessanta, ma proprio all'apice di un certo successo al fianco di Terry-Thomas in Omicidio al Green Hotel (1962) e di Margaret Rutherford in Assassinio al galoppatoio (1963), si ritirò dalle scene facendo perdere le sue tracce.

## Filmografia
- La morsa (The Full Treatment), regia di Val Guest (1960)
- Astronauti per forza (The Road to Hong Kong), regia di Norman Panama (1962)
- L'invasione dei mostri verdi (The Day of the Triffids), regia di Steve Sekely (1962)
- Omicidio al Green Hotel (Kill or Cure), regia di George Pollock (1962)
- Zero One – serie TV, 12 episodi (1962-1963)
- Assassinio al galoppatoio (Murder at the Gallop), regia di George Pollock (1963)